# Queensboro Plaza
Queensboro Plaza – stacja metra nowojorskiego, na linii 7, N i Q. Znajduje się w dzielnicy Queens, w Nowym Jorku i zlokalizowana jest pomiędzy stacjami 33rd Street – Rawson Street, 39th Avenue oraz 45th Road – Court House Square i Lexington Avenue / 59th Street. Została otwarta 21 kwietnia 1917.

## W kulturze
Stacja metra z filmu W podziemiach planety małp z 1970 r.